# Podsavezna nogometna liga Rijeka 1964./65.
Podsavezna nogometna liga Rijeka (također i kao Riječka podsavezna liga, Liga Riječkog nogometnog podsaveza, Riječko-istarska zona – Riječka skupina) je bila liga trećeg stupnja nogometnog prvenstva Jugoslavije u sezoni 1964./65. 
 
Sudjelovalo je ukupno 12 klubova, a prvak je bio "Orijent" iz Rijeke

## Ljestvica
| mj. | klub                       | ut.                        | pob.                       | ner.                       | por.                       | gol+                       | gol-                       | bod                        |
| --- | -------------------------- | -------------------------- | -------------------------- | -------------------------- | -------------------------- | -------------------------- | -------------------------- | -------------------------- |
| 1.  | Orijent Rijeka             | 20                         | 14                         | 4                          | 2                          | 61                         | 19                         | 32                         |
| 2.  | Lokomotiva Rijeka          | 20                         | 15                         | 2                          | 3                          | 48                         | 17                         | 32                         |
| 3.  | Nehaj Senj                 | 20                         | 11                         | 3                          | 6                          | 60                         | 41                         | 25                         |
| 4.  | Goranin Delnice            | 20                         | 10                         | 2                          | 8                          | 43                         | 25                         | 22                         |
| 5.  | Crikvenica                 | 20                         | 10                         | 1                          | 9                          | 50                         | 41                         | 21                         |
| 6.  | Opatija                    | 20                         | 9                          | 2                          | 9                          | 43                         | 46                         | 20                         |
| 7.  | Naprijed Hreljin           | 20                         | 8                          | 1                          | 11                         | 43                         | 45                         | 17                         |
| 8.  | Mladost Kraljevica         | 20                         | 7                          | 2                          | 11                         | 32                         | 43                         | 16                         |
| 9.  | Grobničan (Cernik – Čavle) | 20                         | 5                          | 5                          | 10                         | 37                         | 46                         | 15                         |
| 10. | Vinodol Novi Vinodolski    | 20                         | 6                          | 3                          | 11                         | 35                         | 53                         | 15                         |
| 11. | Risnjak Lokve              | 20                         | 2                          | 1                          | 17                         | 36                         | 103                        | 5                          |
|     | Rijeka II                  | nastupali van konkurencije | nastupali van konkurencije | nastupali van konkurencije | nastupali van konkurencije | nastupali van konkurencije | nastupali van konkurencije | nastupali van konkurencije |

## Rezultatska križaljka
| kratica | klub                       | CRI | GOR | GRO | LOK | MLA | NAP | NEH | OPA | ORI | RIS | VIN | RIJ |
| --- | -------------------------- | --- | --- | --- | --- | --- | --- | --- | --- | --- | --- | --- | --- |
| CRI | Crikvenica                 |     |     |     |     |     |     |     |     |     |     |     |     |
| GOR | Goranin Delnice            |     |     |     |     |     |     |     |     |     |     |     |     |
| GRO | Grobničan (Cernik – Čavle) |     |     |     |     |     |     |     |     |     |     |     |     |
| LOK | Lokomotiva Rijeka          |     |     |     |     |     |     |     |     |     |     |     |     |
| MLA | Mladost Kraljevica         |     |     |     |     |     |     |     |     |     |     |     |     |
| NAP | Naprijed Hreljin           |     |     |     |     |     |     |     |     |     |     |     |     |
| NEH | Nehaj Senj                 |     |     |     |     |     |     |     |     |     |     |     |     |
| OPA | Opatija                    |     |     |     |     |     |     |     |     |     |     |     |     |
| ORI | Orijent Rijeka             |     |     |     |     |     |     |     |     |     |     |     |     |
| RIS | Risnjak Lokve              |     |     |     |     |     |     |     |     |     |     |     |     |
| VIN | Vinodol Novi Vinodolski    |     |     |     |     |     |     |     |     |     |     |     |     |
| RIJ | Rijeka II                  |     |     |     |     |     |     |     |     |     |     |     |     |
| |                            |     |     |     |     |     |     |     |     |     |     |     |     |
| podebljan rezultat - utakmice od 1. do 11. kola (1. utakmica između klubova) rezultat normalne debljine - utakmice od 12. do 22. kola (2. utakmica između klubova) rezultat nakošen - nije vidljiv redoslijed odigravanja međusobnih utakmica iz dostupnih izvora rezultat smanjen * - iz dostupnih izvora nije uočljiv domaćin susreta prekrižen rezultat - poništena ili brisana utakmica p - utakmica prekinuta 3:0 p.f. / 0:3 p.f. - rezultat 3:0 bez borbe n.i. - nije igrano |                            |     |     |     |     |     |     |     |     |     |     |     |     |

 Izvori: 

## Za prvaka Riječko-istarske zone
| Orijent Rijeka – Rudar Labin |  | 2:2, 0:0, 3:0 |  |

## Kvalifikacije za 2. liga 1965./66.
| 1. kolo                        | 1. kolo             | 1. kolo | 1. kolo |
| ------------------------------ | ------------------- | ------- | ------- |
| Orijent – TK Zadar             | 0:3, 1:0            |         |         |
| Dodatne kvalifikacije          |                     |         |         |
| Orijent – Šparta Beli Manastir | 3:3, 1:0            |         |         |
| Orijent – Leotar Trebinje      | 2:4, 2:0 (5:6 jed.) |         |         |